# ヌクレオシド
ヌクレオシド (nucleoside) は塩基と糖が結合した化合物の一種。塩基としては、アデニン、グアニンなどのプリン塩基、チミン、シトシン、ウラシルなどのピリミジン塩基、ニコチンアミド、ジメチルイソアロキサジンなどを含む。
アデノシン、チミジン、グアノシン、シチジン、ウリジンなどが代表的なヌクレオシドである。このほか、ジメチルイソアロキサジンとリボースからなるヌクレオシドはビタミンB2として有名である。

## リボヌクレオシド、デオキシリボヌクレオシド
- リボースが結合したものは、リボヌクレオシドと呼ばれる[2]。
- デオキシリボースが結合したものは、デオキシリボヌクレオシドと呼ばれる[3]。

## ヌクレオチド
リン酸と結合するとデオキシリボ核酸 (DNA) やリボ核酸 (RNA) を構成するヌクレオチドとなるほか、ニコチンアミドアデニンジヌクレオチドやフラビンヌクレオチドは脱水素補酵素として多くの生体反応に関与する。